# Fengpo (köpinghuvudort i Kina, Hainan Sheng, lat 19,97, long 110,78)
Fengpo är en köpinghuvudort i Kina. Den ligger i provinsen Hainan, i den södra delen av landet, omkring 46 kilometer öster om provinshuvudstaden Haikou. Antalet invånare är 11 747. Befolkningen består av 5 605 kvinnor och 6 142 män. Barn under 15 år utgör 20,0 %, vuxna 15-64 år 64 %, och äldre över 65 år 14,0 %.
Runt Fengpo är det ganska tätbefolkat, med 222 invånare per kvadratkilometer. Närmaste större samhälle är Jinshan, 9,7 km väster om Fengpo. Trakten runt Fengpo består till största delen av jordbruksmark.
Genomsnittlig årsnederbörd är 2 115 millimeter. Den regnigaste månaden är september, med i genomsnitt 339 mm nederbörd, och den torraste är januari, med 25 mm nederbörd.